# Mucolipidosis
El término mucolipidosis hace referencia a un grupo de enfermedades metabólicas hereditarias que se caracterizan por acumulación de cantidades anormales de mucopolisacáridos y lípidos en el interior de la célula. Se presentan con escasa frecuencia, por lo que se incluyen dentro de las enfermedades raras. Están causadas por la existencia de un fallo enzimático hereditario. No debe confundirse este grupo de trastornos con la mucopolisacaridosis.

## Tipos
Se han descrito 4 variedades, cada una de las cuales puede ser llamada de varias formas:
- Mucolipidosis tipo I, sialidosis o MLI. Se debe a la deficiencia de la enzima alfa sialidasa, actualmente se clasifica como oligosacaridosis y no como mucolipidosis.
- Mucolipidosis tipo II, también llamada enfermedad de células de inclusión, enfermedad de la célula-I o MLII
- Mucolipidosis tipo III, también denominada pseudopolidistrofia de Hurler, o MLIII. No debe confundirse con la mucopolisacaridosis tipo I o síndrome de Hurler.
- Mucolipidosis tipo IV, también llamada deficiencia de gangliosido sialidasa, sialolipidosis o MLIV. La primera descripción de este raro trastorno se realizó en 1974 en un niño de ascendencia judía. Se han diagnosticado más de 100 casos en todo el mundo.[1]

## Síntomas
Estas enfermedades producen síntomas severos que pueden estar presentes desde el momento del nacimiento, o aparecer entre la niñez y adolescencia, incluyendo retraso en el desarrollo motor, déficit de las capacidades mentales y pérdida parcial de visión.